# Вишневе (Старобільський район)
Вишне́ве — село в Україні, у Чмирівській сільській громаді Старобільського району Луганської області. Населення становить 687 осіб.

## Історія
В 2020 році розпочато роботи над проєктом першого в селі скверу — Шевченків сквер, що має з'явитись між вулицями Центральна та Новобудівельна.
З кінця лютого 2022 року окуповане російськими військами.

## Населення
Станом на 5 грудня 2001 року у Вишневому проживало 687 осіб (дані першого Всеукраїнського перепису населення — поки єдиний перепис населення незалежної України).
Станом на 1 жовтня 2017 року у Вишневому проживало 526 осіб — 260 чоловіків та 266 жінки (дані Соціального парспорта Чмирівської ОТГ).

### Мова
Розподіл населення за рідною мовою за даними перепису 2001 року:
| Мова            | Кількість | Відсоток |
| --------------- | --------- | -------- |
| українська      | 634       | 92.29%   |
| російська       | 50        | 7.28%    |
| білоруська      | 2         | 0.29%    |
| інші/не вказали | 1         | 0.14%    |
| Усього          | 687       | 100%     |